# Huta-Meżyhirśka
Huta-Meżyhirśka (ukr. Гута-Межигірська) – wieś na Ukrainie, w obwodzie kijowskim, w rejonie wyszogrodzkim. W 2001 liczyła 231 mieszkańców, w tym 2 rosyjskojęzycznych.